# Findlay Ridge
Findlay Ridge ist ein breiter und bis zu 750 m hoher Gebirgskamm im ostantarktischen Viktorialand. Er liegt in den Denton Hills zwischen dem Miers Valley und dem Hidden Valley.
Das New Zealand Geographic Board benannte ihn nach dem neuseeländischen Geologen Robert H. Findlay, Teilnehmer an der New Zealand Geological Survey Antarctic Expedition (1977–1978) in dieses Gebiet.